# IX. Zimske olimpijske igre – Innsbruck 1964.
IX. Zimske olimpijske igre su održane u Innsbrucku, u Austriji. 
Organizatori su imali velikih teškoća u pripremi Igara zbog nedostatka snijega. U pomoć je pozvana vojska, koja je s viših dijelova planine dovukla 20.000 ledenih blokova za bob stazu te 40.000 kubnih metara snijega za skijaške staze. Da stvar bude gora, 10 dana prije otvaranja zavladalo je neuobičajeno toplo vrijeme a padala je i kiša, ali su sve pripreme ipak bile obavljene u predviđenom roku.
Ovo su bile prve ZOI za koje je olimpijski plamen upaljen u Grčkoj, i to u drevnoj Olympiji, što je postala praksa za sve sljedeće Zimske igre.
U športski program uveden je šport sanjkanje, dodano je natjecanje na drugoj skakonici u skijaškim skokovima, a u alpsko skijanje je uvedeno preciznije mjerenje vremena na stotinku sekunde.
U natjecateljskom programu su se istaknuli sljedeći pojedinci i momčadi:
- Lydia Skoblikova iz SSSR-a je osvojila zlato u sve četiri discipline brzog klizanja: 500, 1000, 1500 i 3000 m, postavivši pri tome tri olimpijska rekorda.
- Sestre Marrielle i Christine Goitschel iz Francuske su dominirale aplskim skijanjem: Marielle je osvojila zlato u veleslalomu i srebro u slalomu, a Christine zlato u slalomu i srebro u veleslalomu!
- Klavdiya Boyarskikh iz SSSR-a je osvojila tri zlata, a Eero Mäntyranta iz Finske dva zlata u skijaškom trčanju.
- Eugenio Monti iz Italije je primijetio da je konkurentskoj momčadi u bobu dvosjedu iz Velike Brtianije pukla saonica, te im je posudio svoju. Britanci su kasnije uzeli zlato a Monti s momčadi Italije broncu. Kad su novinari pitali Montia zašto je pomogao direktnom konkurentu, on je odvratio da nisu Britanci pobijedili zato što im je on posudio saonicu, već zato što su najbrže odvezli stazu. MOO je prepoznao ovu športsku gestu, uveo nagradu De Coubertin za fair-play, te je kao prvom dobitniku dodijelio upravo Montiu za ovu nesebičnu pomoć.

## Popis športova
| - alpsko skijanje - biatlon - bob - brzo klizanje - hokej na ledu - sanjkanje |  | - nordijsko skijanje: - skijaško trčanje - nordijska kombinacija - skijaški skokovi - umjetničko klizanje |

Demonstracijski šport je bio jedna varijanta curlinga.

## Popis podjele medalja
(Medalje domaćina posebno istaknute)
| Zimske olimpijske igre Innsbruck 1964. | Zimske olimpijske igre Innsbruck 1964. | Zimske olimpijske igre Innsbruck 1964. | Zimske olimpijske igre Innsbruck 1964. | Zimske olimpijske igre Innsbruck 1964. | Zimske olimpijske igre Innsbruck 1964. |
| -------------------------------------- | -------------------------------------- | -------------------------------------- | -------------------------------------- | -------------------------------------- | -------------------------------------- |
| Plasman                                | Država                                 | Zlato                                  | Srebro                                 | Bronca                                 | Ukupno                                 |
| 1                                      | SSSR                                   | 11                                     | 8                                      | 6                                      | 25                                     |
| 2                                      | Austrija                               | 4                                      | 5                                      | 3                                      | 12                                     |
| 3                                      | Norveška                               | 3                                      | 6                                      | 6                                      | 15                                     |
| 4                                      | Finska                                 | 3                                      | 4                                      | 3                                      | 10                                     |
| 5                                      | Francuska                              | 3                                      | 4                                      | 0                                      | 7                                      |
| 6                                      | Ujedinjeni tim Njemačke                | 3                                      | 3                                      | 3                                      | 9                                      |
| 7                                      | Švedska                                | 3                                      | 3                                      | 1                                      | 7                                      |
| 8                                      | SAD                                    | 1                                      | 2                                      | 3                                      | 6                                      |
| 9                                      | Nizozemska                             | 1                                      | 1                                      | 0                                      | 2                                      |
| 10                                     | Kanada                                 | 1                                      | 0                                      | 2                                      | 3                                      |
| 11                                     | Velika Britanija                       | 1                                      | 0                                      | 0                                      | 1                                      |
| 12                                     | Italija                                | 0                                      | 1                                      | 3                                      | 4                                      |
| 13                                     | Sjeverna Koreja                        | 0                                      | 1                                      | 0                                      | 1                                      |
| 14                                     | Čehoslovačka                           | 0                                      | 0                                      | 1                                      | 1                                      |
|                                        |                                        |                                        |                                        |                                        |                                        |
| Ukupno                                 | Ukupno                                 | 34                                     | 38                                     | 31                                     | 103                                    |